# Crachier
 Crachier  es una población y comuna francesa, en la región de Ródano-Alpes, departamento de Isère, en el distrito de La Tour-du-Pin y cantón de Bourgoin-Jallieu-Sud.

## Demografía
| 207 | 208 | 258 | 286 | 334 | 432 |
| Para los censos de 1962 a 1999 la población legal corresponde a la población sin duplicidades (Fuente: INSEE [Consultar]) |     |     |     |     |     |